# Erisa Masaba
Erisa Kabiri Masaba, MBE, foi um bispo anglicano que serviu noUganda durante o terceiro quarto do século XX.
Masaba foi ordenado diácono em 1933 e sacerdote em 1934. Ele serviu na Diocese do Alto Nilo. Ele também foi professor no Buwalasi Theological College de 1940 a 1943; e um Capelão das Forças Armadas de 1943 a 1948. Ele foi arquidiácono de Mbale de 1953 a 1961 e bispo de Mbale de 1964 a 1975.